# 自動車の速度記録
自動車の速度記録（じどうしゃのそくどきろく）は、地上での有人自動車の速度記録の変遷である。一定距離を走行した時の平均速度の記録である。

## FIAによる認定

### 認定組織の変遷
「自動車による地上絶対速度記録」の最初の記録会は1898年12月にフランス自動車クラブ（ACF）の主催により開催され、記録の認定も同組織によって行われた。
1904年に国際自動車公認クラブ協会（AIACR）が設立されると規則の策定と記録の認定はAIACRに引き継がれ、1947年以降はAIACRの後身である国際自動車連盟（FIA。1946年発足）にそれらが引き継がれた。

### レギュレーション
主なレギュレーション（技術規則と競技規則）は次のとおり。
- 車輪は4つ以上。
- 路面の勾配は1 %未満。
- 計測はフライングスタート（助走により加速した上で計測開始）により行い、計測開始地点から1キロメートル地点、1マイル地点の平均速度を測定し、それぞれ別個の記録（フライング1 kmとフライング1マイル）として認定する。
- 速度の計測は所定の距離（1 km、1マイル）の通過に要した時間を計時し、それを基に計算によって速度が算出される。
- 1時間（初期は30分）以内に往復し（同じ走路でなくてもよい）、往路と復路の速度を平均する。

最近では、記録挑戦にはFIAのスタッフが測定に参加する。

## FIA公認記録
- FIAと前身のAIACRが認定しなかった記録は背景色を灰色にしている。

| 日付         | 場所                                                                       | 操縦者                                        | 車両                                                                         | 動力           | 1キロメートル記録          | 1マイル記録                |
| ------------ | -------------------------------------------------------------------------- | --------------------------------------------- | ---------------------------------------------------------------------------- | -------------- | -------------------------- | -------------------------- |
| 1898年 12/18 | アシェール                                                                 | ガストン・ド・シャセルー＝ロバ                | ジャントー・デュック (Jeantaud Duc)                                          | 電気           | 39.24 mph (63.15 km/h)     |                            |
| 1899年 1/17  | アシェール                                                                 | カミーユ・ジェナッツィ                        | CGAドッグカート (CGA Dogcart)                                                | 電気           | 41.42 mph (66.66 km/h)     |                            |
| 1899年 1/17  | アシェール                                                                 | ガストン・ド・シャセルー＝ロバ (2回目)        | ジャントー・デュック (Jeantaud Duc)                                          | 電気           | 43.69 mph (70.31 km/h)     |                            |
| 1899年 1/27  | アシェール                                                                 | カミーユ・ジェナッツィ (2回目)                | CGAドッグカート (CGA Dogcart)                                                | 電気           | 49.93 mph (80.35 km/h)     |                            |
| 1899年 3/4   | アシェール                                                                 | ガストン・ド・シャセルー＝ロバ (3回目)        | ジャントー・デュック・プロフィレー (Jeantaud Duc Profilée)                   | 電気           | 57.65 mph (92.78 km/h)     |                            |
| 1899年 4/29  | アシェール                                                                 | カミーユ・ジェナッツィ (3回目)                | ラ・ジャメ・コンタント                                                       | 電気           | 65.79 mph (105.88 km/h)    |                            |
| 1899年 4/29  | 初の100 km/h突破                                                           |                                               |                                                                              |                |                            |                            |
| 1902年 4/13  | ニース                                                                     | レオン・セルポレ―                             | ガードナーセルポレー・ウフ・ド・パック (Gardner-Serpollet Oeuf de Pacques)   | 蒸気機関       | 75.06 mph (120.80 km/h)    |                            |
| 1902年 8/5   | アブリ                                                                     | ウィリアム・キッサム・ヴァンダービルト2世     | モース タイプ Z・パリ-ウィーン (Mors Z Paris-Vienne)                         | 内燃機関       | 76.08mph (122.44 km/h)     |                            |
| 1902年 11/5  | ドゥルダン                                                                 | アンリ・フルニエ                              | モース タイプ Z・パリ-ウィーン (Mors Z Paris-Vienne)                         | 内燃機関       | 76.60 mph (123.28 km/h)    |                            |
| 1902年 11/17 | ドゥルダン                                                                 | モーリス・オージエス                          | モース タイプ Z・パリ-ウィーン (Mors Z Paris-Vienne)                         | 内燃機関       | 77.13 mph (124.13 km/h)    |                            |
| 1903年 7/17  | オーステンデ                                                               | アルチュール・デュレイ                        | ゴブロンブリリエ・パリ-マドリッド (Gobron Brillié Paris-Madrid)              | 内燃機関       | 83.46 mph (134.32 km/h)    |                            |
| 1903年 11/5  | ドゥルダン                                                                 | アルチュール・デュレイ (2回目)                | ゴブロンブリリエ・パリ-マドリッド (Gobron Brillié Paris-Madrid)              | 内燃機関       | 84.73 mph (136.36 km/h)    |                            |
| 1904年 1/12  | セントクレア湖                                                             | ヘンリー・フォード                            | フォード・アロー                                                             | 内燃機関       |                            | 91.37 mph (147.05 km/h)    |
| 1904年 1/12  | 氷上の記録                                                                 |                                               |                                                                              |                |                            |                            |
| 1904年 3/31  | ニース                                                                     | アルチュール・デュレイ (3回目)                | ゴブロンブリリエ・パリ-マドリッド (Gobron Brillié Paris-Madrid)              | 内燃機関       | 88.76 mph (142.85 km/h)    |                            |
| 1904年 3/31  | ニース                                                                     | ルイ・リゴリー                                | ゴブロンブリリエ・パリ-マドリッド (Gobron Brillié Paris-Madrid)              | 内燃機関       | 94.78 mph (152.53 km/h)    |                            |
| 1904年 5/25  | オーステンデ                                                               | ピエール・ド・カテール                        | メルセデス・シンプレックス 90PS                                              | 内燃機関       | 97.25 mph (156.50 km/h)    |                            |
| 1904年 7/21  | オーステンデ                                                               | ルイ・リゴリー (2回目)                        | ゴブロンブリリエ・ゴードンベネットカップ (Gobron Brillié Gordon Bennett Cup) | 内燃機関       | 103.56 mph (166.66 km/h)   |                            |
| 1904年 7/21  | 初の100 mph突破                                                            |                                               |                                                                              |                |                            |                            |
| 1904年 11/13 | オーステンデ                                                               | ポール・バラス                                | ダラック・ゴードンベネット (Darracq Gordon Bennett)                          | 内燃機関       | 104.53 mph (168.22 km/h)   |                            |
| 1905年 1/24  | デイトナビーチ                                                             | アルテュール・マクドナルド (Arthur MacDonald) | ネイピア・6 (Napier 6)                                                       | 内燃機関       | 104.65 mph (168.42 km/h)   |                            |
| 1905年 12/30 | アルル                                                                     | ヴィクトル・エメリ                            | ダラック・V8・スペシャル (Darracq V8 Special)                                | 内燃機関       | 109.65 mph (175.44 km/h)   |                            |
| 1906年 1/26  | デイトナビーチ                                                             | フレッド・マリオット                          | スタンレー・ロケット                                                         | 蒸気機関       | 121.57 mph (195.65 km/h)   |                            |
| 1907年 1/24  | オーモンドビーチ                                                           | グレン・カーチス                              | カーチス・V8オートバイ                                                       | 内燃機関       |                            | 136.27 mph (219.31 km/h)   |
| 1907年 1/24  | 2輪の車両（オートバイ）による記録。アメリカでは認められたがAIACRは非公認。 |                                               |                                                                              |                |                            |                            |
| 1909年 11/6  | ブルックランズ                                                             | ヴィクトル・エメリ (2回目)                    | ベンツ・RE（No.1）                                                           | 内燃機関       | 125.94 mph (202.68 km/h)   | 115.93 mph (186.57 km/h)   |
| 1910年 3/16  | デイトナビーチ                                                             | バーニー・オールドフィールド                  | ライトニング・ベンツ                                                         | 内燃機関       | 131.27 mph (211.26 km/h)   | 131.71 mph (211.98 km/h)   |
| 1910年 3/16  | アメリカでは認められたが、往復の計測ではないためAIACRは非公認。            |                                               |                                                                              |                |                            |                            |
| 1911年 4/23  | デイトナビーチ                                                             | ボブ・バーマン                                | ブリッツェン・ベンツ                                                         | 内燃機関       | 140.85 mph (226.69 km/h)   | 141.72 mph (228.08 km/h)   |
| 1911年 4/23  | アメリカでは認められたが、往復の計測ではないためAIACRは非公認。            |                                               |                                                                              |                |                            |                            |
| 1914年 6/24  | ブルックランズ                                                             | リッドソン・ホーンステッド                    | ベンツ・RE（No.3）                                                           | 内燃機関       |                            | 124.09 mph (199.70 km/h)   |
| 1914年 6/24  | 往復の記録                                                                 |                                               |                                                                              |                |                            |                            |
| 1919年 2/12  | デイトナビーチ                                                             | ラルフ・デ・パルマ                            | パッカード・905 (Packard 905)                                                | 内燃機関       | 149.875 mph (241.200 km/h) |                            |
| 1919年 2/12  | アメリカでは認められたが、往復の計測ではないためAIACRは非公認。            |                                               |                                                                              |                |                            |                            |
| 1922年 5/17  | ブルックランズ                                                             | ケネルム・リー・ギネス                        | サンビーム・350HP                                                            | 内燃機関       | 133.70 mph (215.17 km/h)   | 129.17 mph (207.88 km/h)   |
| 1922年 5/17  | クローズ・コースの最終記録                                                 |                                               |                                                                              |                |                            |                            |
| 1924年 7/6   | アルパジョン                                                               | ルネ・トーマス                                | ドラージュ・ラ・トルピーユ                                                   | 内燃機関       | 143.21 mph (230.47 km/h)   | 143.31 mph (230.64 km/h)   |
| 1924年 7/12  | アルパジョン                                                               | アーネスト・エルドリッジ                      | フィアット・メフィストフェレ                                                 | 内燃機関       | 146.01 mph (234.98 km/h)   | 145.89 mph (234.79 km/h)   |
| 1924年 7/12  | 一般道での最終記録                                                         |                                               |                                                                              |                |                            |                            |
| 1924年 9/25  | ペンディンサンズ                                                           | マルコム・キャンベル                          | サンビーム・350HP（ブルーバード）                                            | 内燃機関       | 146.15 mph (235.21 km/h)   | 146.16 mph (235.22 km/h)   |
| 1925年 7/21  | ペンディンサンズ                                                           | マルコム・キャンベル (2回目)                  | サンビーム・350HP（ブルーバード）                                            | 内燃機関       | 150.86 mph (242.79 km/h)   | 150.76 mph (242.62 km/h)   |
| 1926年 3/21  | エインズデール                                                             | ヘンリー・シーグレーブ                        | サンビーム・タイガー（レディバード）                                         | 内燃機関       | 152.30 mph (245.10 km/h)   | 149.32 mph (240.31 km/h)   |
| 1926年 4/27  | ペンディンサンズ                                                           | J・G・パリ―＝トーマス                         | バブス                                                                       | 内燃機関       | 169.29 mph (272.45 km/h)   | 168.07 mph (270.48 km/h)   |
| 1926年 4/28  | ペンディンサンズ                                                           | J・G・パリ―＝トーマス (2回目)                 | バブス                                                                       | 内燃機関       | 171.01 mph (273.60 km/h)   | 170.62 mph (274.59 km/h)   |
| 1927年 2/4   | ペンディンサンズ                                                           | マルコム・キャンベル (3回目)                  | キャンベル＝ネイピア・ブルーバード                                           | 内燃機関       | 174.88 mph (281.44 km/h)   | 174.22 mph (280.38 km/h)   |
| 1927年 2/4   | ヨーロッパでの最終記録                                                     |                                               |                                                                              |                |                            |                            |
| 1927年 3/29  | デイトナビーチ                                                             | ヘンリー・シーグレーブ (2回目)                | サンビーム・1000HP                                                           | 内燃機関       | 202.98 mph (326.66 km/h)   | 203.79 mph (327.97 km/h)   |
| 1928年 2/19  | デイトナビーチ                                                             | マルコム・キャンベル (4回目)                  | キャンベル＝ネイピア・ブルーバード                                           | 内燃機関       |                            | 206.95 mph (333.05 km/h)   |
| 1928年 4/22  | デイトナビーチ                                                             | レイ・キーチ                                  | ホワイト・トリプレックス                                                     | 内燃機関       |                            | 207.55 mph (334.02 km/h)   |
| 1929年 3/11  | デイトナビーチ                                                             | ヘンリー・シーグレーブ (3回目)                | ゴールデン・アロー                                                           | 内燃機関       | 231.56 mph (372.66 km/h)   | 231.36 mph (372.34 km/h)   |
| 1931年 2/5   | デイトナビーチ                                                             | マルコム・キャンベル (5回目)                  | キャンベル＝ネイピア＝レールトン・ブルーバード                               | 内燃機関       | 246.08 mph (396.03 km/h)   | 245.73 mph (395.46 km/h)   |
| 1932年 2/24  | デイトナビーチ                                                             | マルコム・キャンベル (6回目)                  | キャンベル＝ネイピア＝レールトン・ブルーバード                               | 内燃機関       | 251.34 mph (404.49 km/h)   | 253.96 mph (408.71 km/h)   |
| 1933年 2/22  | デイトナビーチ                                                             | マルコム・キャンベル (7回目)                  | キャンベル＝ロールス・ロイス＝レールトン・ブルーバード                       | 内燃機関       | 272.46 mph (438.48 km/h)   | 272.10 mph (437.90 km/h)   |
| 1935年 3/7   | デイトナビーチ                                                             | マルコム・キャンベル (8回目)                  | キャンベル＝ロールス・ロイス＝レールトン・ブルーバード                       | 内燃機関       | 276.16 mph (444.44 km/h)   | 276.71 mph (445.32 km/h)   |
| 1935年 3/7   | 海岸コースでの最終記録                                                     |                                               |                                                                              |                |                            |                            |
| 1935年 9/3   | ボンネビル・ソルトフラッツ                                                 | マルコム・キャンベル (9回目)                  | キャンベル＝ロールス・ロイス＝レールトン・ブルーバード                       | 内燃機関       |                            | 301.129 mph (484.620 km/h) |
| 1937年 11/19 | ボンネビル・ソルトフラッツ                                                 | ジョージ・エイストン                          | サンダーボルト                                                               | 内燃機関       | 312.00 mph (502.11 km/h)   | 311.41 mph (501.17 km/h)   |
| 1938年 8/27  | ボンネビル・ソルトフラッツ                                                 | ジョージ・エイストン (2回目)                  | サンダーボルト                                                               | 内燃機関       | 345.20 mph (555.55 km/h)   | 345.48 mph (556.00 km/h)   |
| 1938年 9/15  | ボンネビル・ソルトフラッツ                                                 | ジョン・コッブ                                | レールトン・スペシャル                                                       | 内燃機関       | 350.06 mph (563.37 km/h)   | 350.19 mph (563.58 km/h)   |
| 1938年 9/16  | ボンネビル・ソルトフラッツ                                                 | ジョージ・エイストン (3回目)                  | サンダーボルト                                                               | 内燃機関       | 357.33 mph (575.07 km/h)   | 357.49 mph (575.32 km/h)   |
| 1939年 8/23  | ボンネビル・ソルトフラッツ                                                 | ジョン・コッブ (2回目)                        | レールトン・スペシャル                                                       | 内燃機関       | 369.74 mph (595.04 km/h)   | 367.91 mph (592.09 km/h)   |
| 1947年 9/16  | ボンネビル・ソルトフラッツ                                                 | ジョン・コッブ (3回目)                        | レールトン・モービル・スペシャル                                             | 内燃機関       | 393.82 mph (633.79 km/h)   | 394.19 mph (634.39 km/h)   |
| 1963年 9/5   | ボンネビル・ソルトフラッツ                                                 | クレイグ・ブリードラブ                        | スピリット・オブ・アメリカ                                                   | ターボジェット | 408.312 mph (657.114 km/h) | 407.447 mph (655.722 km/h) |
| 1963年 9/5   | ホイール駆動ではなく、かつ3輪の車両であるためFIAは非公認。後にFIMは公認。  |                                               |                                                                              |                |                            |                            |
| 1964年 7/17  | エア湖                                                                     | ドナルド・キャンベル                          | ブルーバード・CN7                                                            | 内燃機関       |                            | 403.10 mph (648.73 km/h)   |
| 1964年 7/17  | ホイール駆動の自動車による最高速度（最後の地上最高速度記録）               |                                               |                                                                              |                |                            |                            |
| 1964年 10/5  | ボンネビル・ソルトフラッツ                                                 | トム・グリーン                                | ウィングフット・エクスプレス                                                 | ターボジェット | 415.093 mph (668.027 km/h) | 413.199 mph (664.979 km/h) |
| 1964年 10/7  | ボンネビル・ソルトフラッツ                                                 | アート・アーフォンズ                          | グリーン・モンスター                                                         | ターボジェット | 434.356 mph (665.231 km/h) | 434.022 mph (664.694 km/h) |
| 1964年 10/13 | ボンネビル・ソルトフラッツ                                                 | クレイグ・ブリードラブ (2回目)                | スピリット・オブ・アメリカ・ソニック1                                        | ターボジェット |                            | 468.719 mph (754.330 km/h) |
| 1964年 10/15 | ボンネビル・ソルトフラッツ                                                 | クレイグ・ブリードラブ (3回目)                | スピリット・オブ・アメリカ・ソニック1                                        | ターボジェット |                            | 526.277 mph (846.861 km/h) |
| 1964年 10/27 | ボンネビル・ソルトフラッツ                                                 | アート・アーフォンズ (2回目)                  | グリーン・モンスター                                                         | ターボジェット | 544.134 mph (875.699 km/h) | 536.710 mph (863.791 km/h) |
| 1965年 11/2  | ボンネビル・ソルトフラッツ                                                 | クレイグ・ブリードラブ (4回目)                | スピリット・オブ・アメリカ・ソニック1                                        | ターボジェット | 555.485 mph (893.966 km/h) | 555.485 mph (893.966 km/h) |
| 1965年 11/7  | ボンネビル・ソルトフラッツ                                                 | アート・アーフォンズ (3回目)                  | グリーン・モンスター                                                         | ターボジェット | 572.546 mph (921.423 km/h) | 576.553 mph (927.872 km/h) |
| 1965年 11/15 | ボンネビル・ソルトフラッツ                                                 | クレイグ・ブリードラブ (5回目)                | スピリット・オブ・アメリカ・ソニック1                                        | ターボジェット | 600.842 mph (966.961 km/h) | 600.601 mph (966.574 km/h) |
| 1970年 10/23 | ボンネビル・ソルトフラッツ                                                 | ゲイリー・ガベリッチ                          | ブルー・フレイム                                                             | ロケット       | 630.389 mph (1014.52 km/h) | 622.407 mph (1001.67 km/h) |
| 1970年 10/23 | 最初の1000 km/h突破                                                        |                                               |                                                                              |                |                            |                            |
| 1979年 12/17 | エドワーズ空軍基地                                                         | スタン・バレット                              | バドワイザー・ロケット                                                       | ロケット       |                            |                            |
| 1979年 12/17 | 746 mph （音速突破）を主張、FIA公式測定法によらないためFIAは非公認。       |                                               |                                                                              |                |                            |                            |
| 1983年 10/4  | ブラックロック砂漠                                                         | リチャード・ノーブル                          | スラスト2                                                                    | ターボジェット |                            | 633.468 mph (1019.47 km/h) |
| 1997年 9/25  | ブラックロック砂漠                                                         | アンディ・グリーン                            | スラストSSC                                                                  | ターボファン   | 713.496 mph (1148.26 km/h) | 714.144 mph (1149.30 km/h) |
| 1997年 10/15 | ブラックロック砂漠                                                         | アンディ・グリーン (2回目)                    | スラストSSC                                                                  | ターボファン   | 760.343 mph (1223.65 km/h) | 763.035 mph (1227.99 km/h) |
| 1997年 10/15 | FIA公認記録としては最初の音速突破 (マッハ 1.016)                           |                                               |                                                                              |                |                            |                            |

## 主な車両

### ホイール駆動車 (1898年 - 1964年)

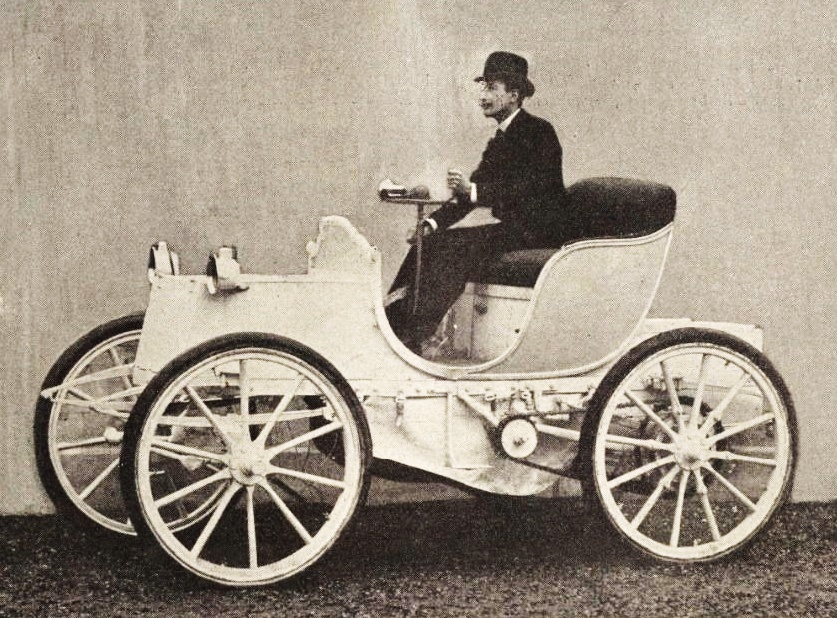
1898年 - 1899年: ジャントー・デュック (電気自動車。史上初の自動車速度記録)
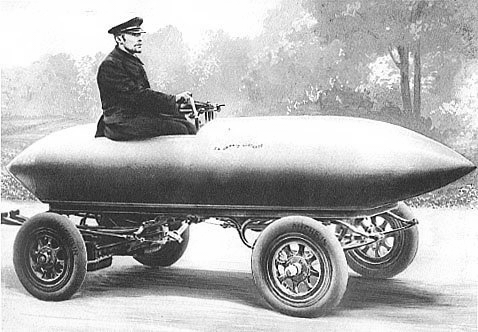
1899年: ラ・ジャメ・コンタント（英語版） (史上初の時速100 km超え。かつ電気自動車による最後の地上最高速度記録)
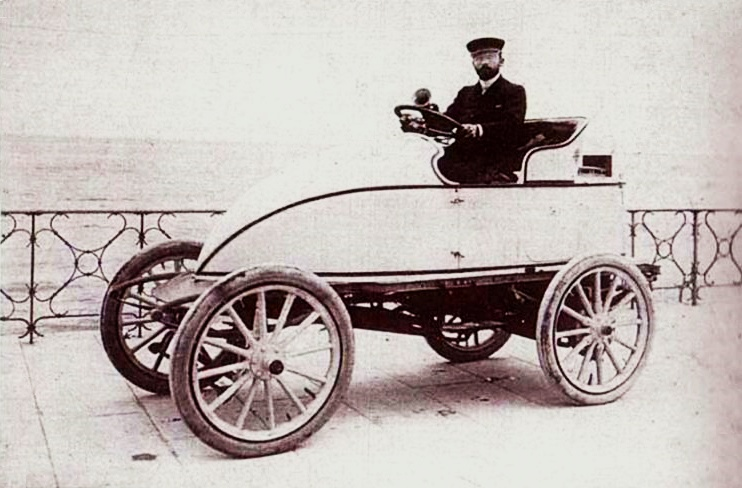
1902年: ガードナーセルポレー・ウフ・ド・パック (蒸気自動車による初の記録)
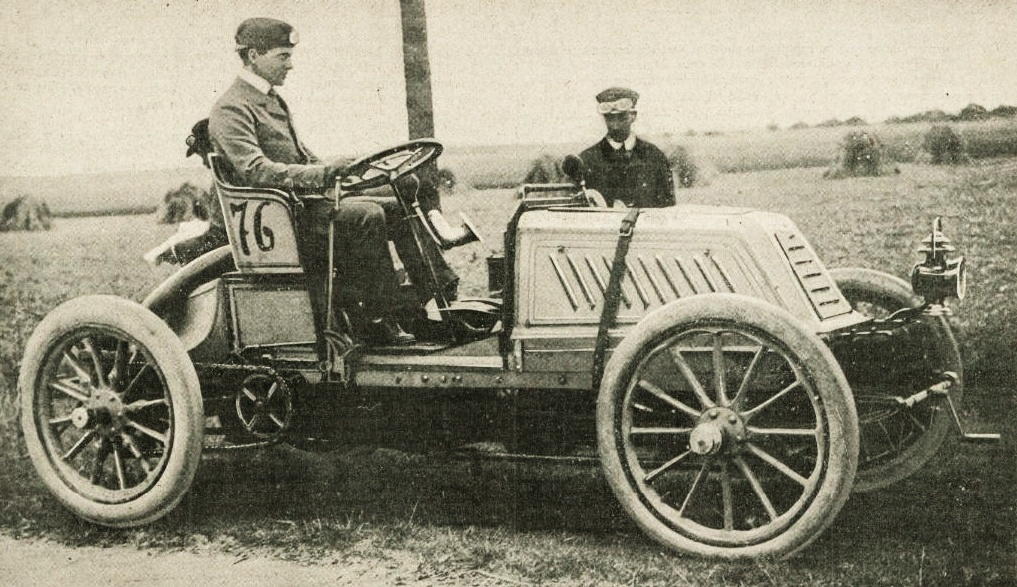
1902年: モルス・Z・パリ-ウィーン仕様 (内燃機関を用いた自動車による初の記録)
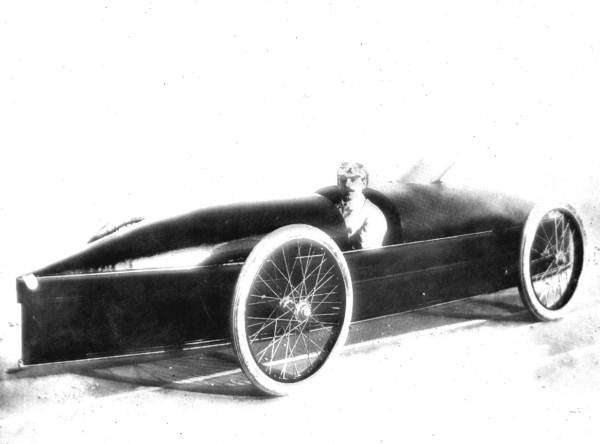
1906年: スタンレー・ロケット（ドイツ語版） (蒸気自動車。内燃機関を用いた自動車から一時的に記録を奪還。蒸気自動車による最後の地上最高速度記録)
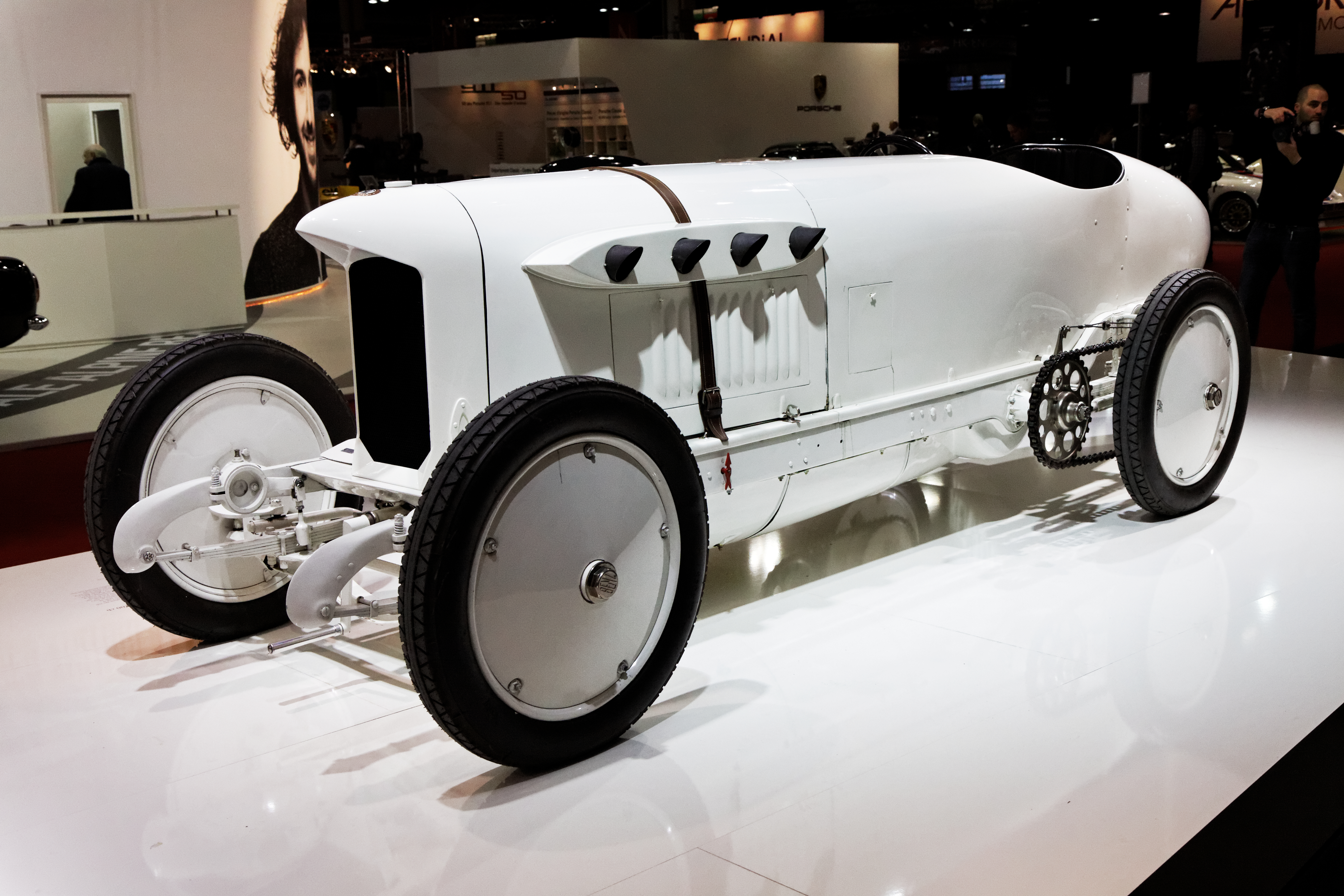
1909年 - 1914年: ベンツ・RE / ブリッツェン・ベンツ (初の時速200 km)
1922年: サンビーム・350HP（英語版） (第一次世界大戦後、初の記録更新。航空機用のエンジンが使用され始める)
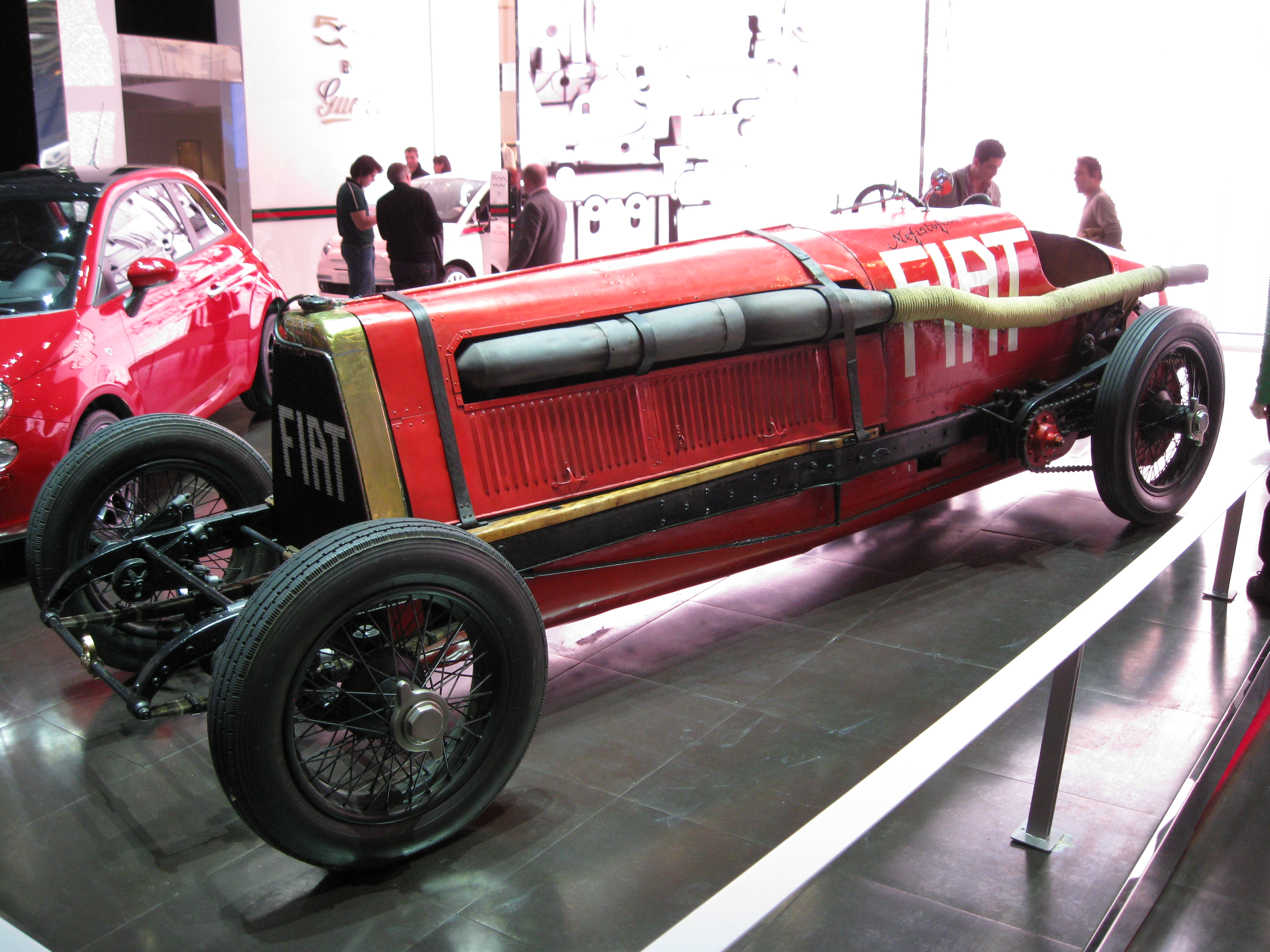
1924年: フィアット・メフィストフェレ (一般道において記録された最後の地上最高速度記録)
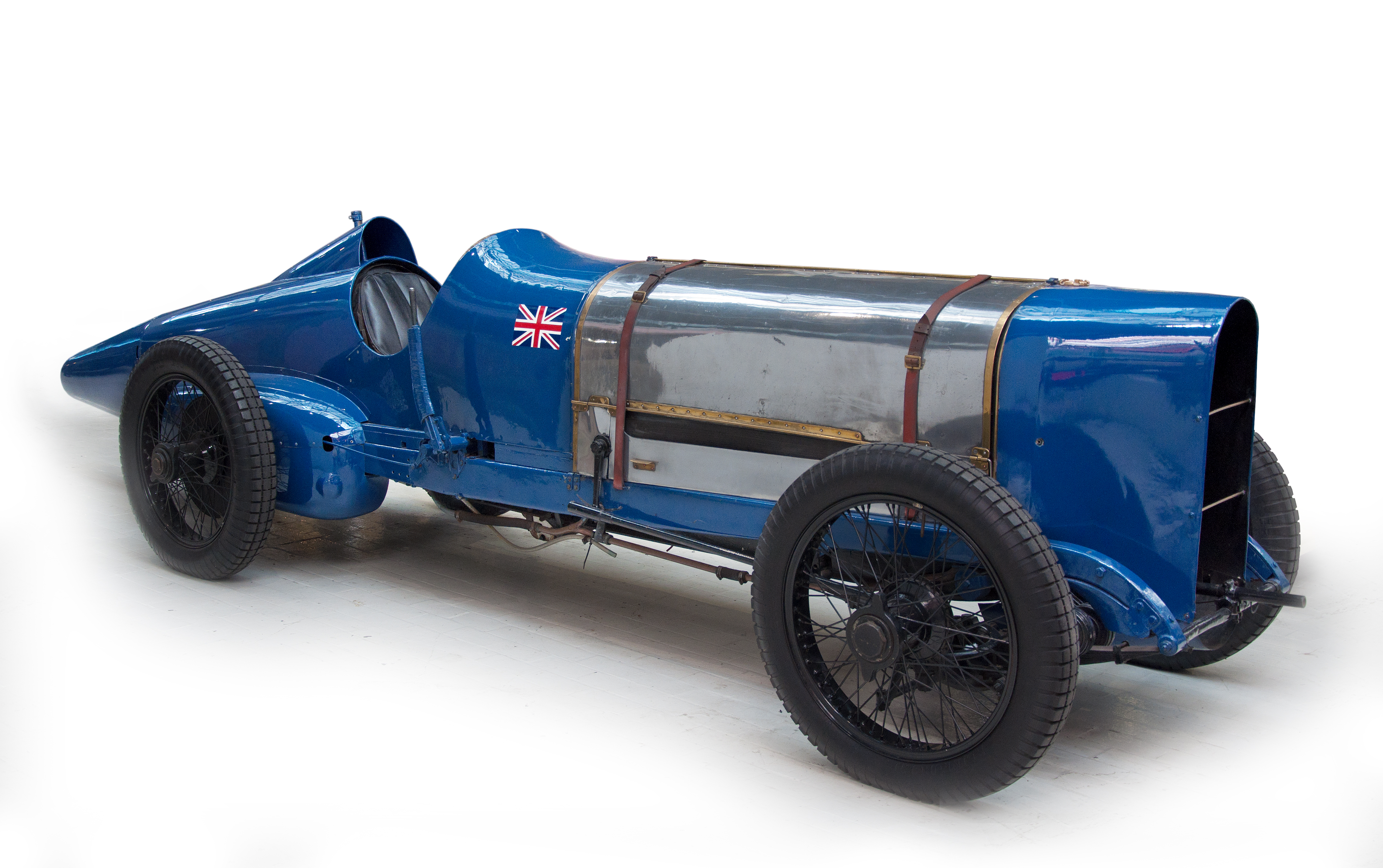
1924年 - 1925年: サンビーム・350HP (マルコム・キャンベルの“ブルーバード”による記録更新の始まり)
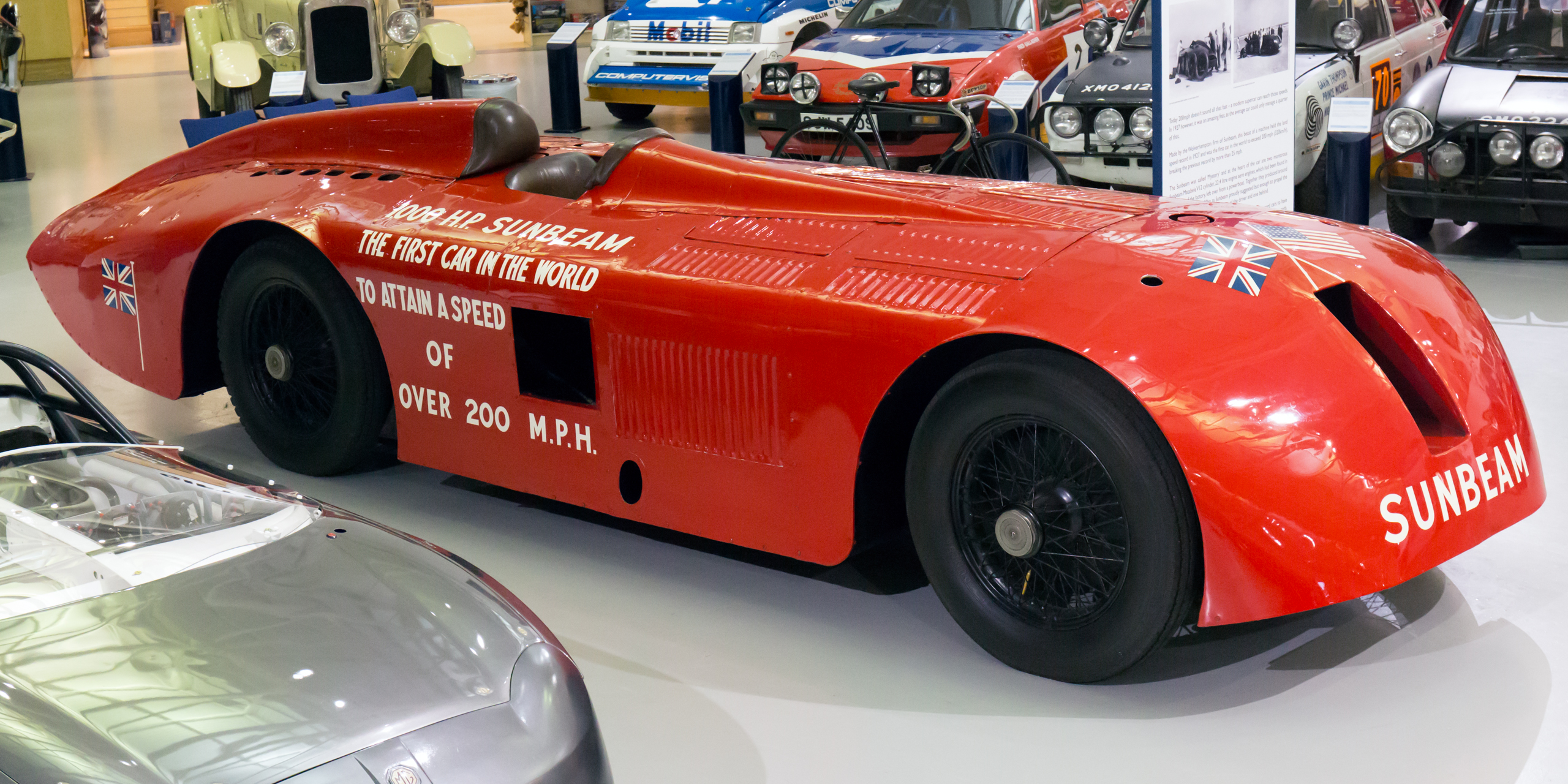
1927年: サンビーム・1000HP（英語版） (初の時速300 km・時速200マイル)
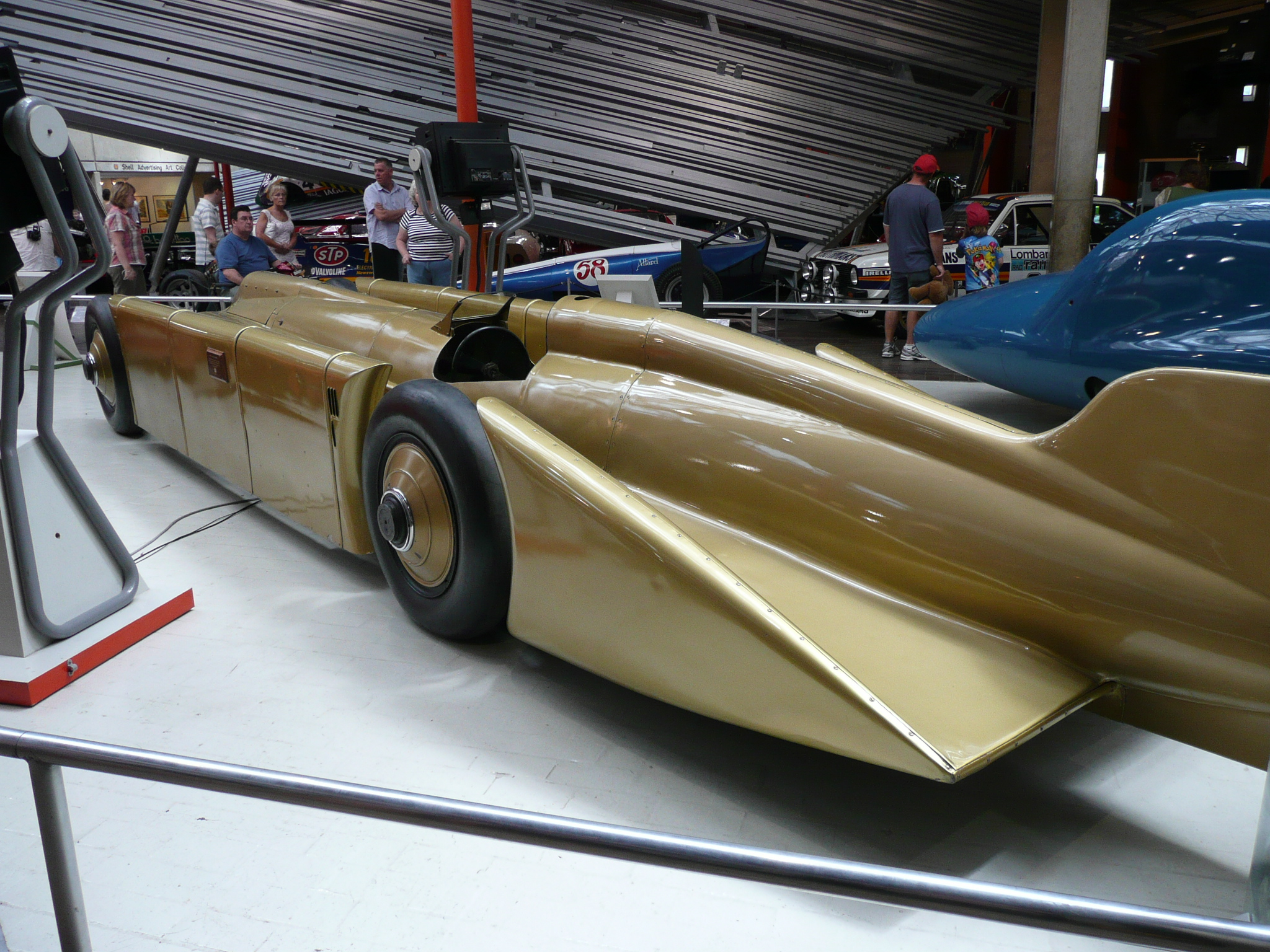
1929年: ゴールデン・アロー（英語版）
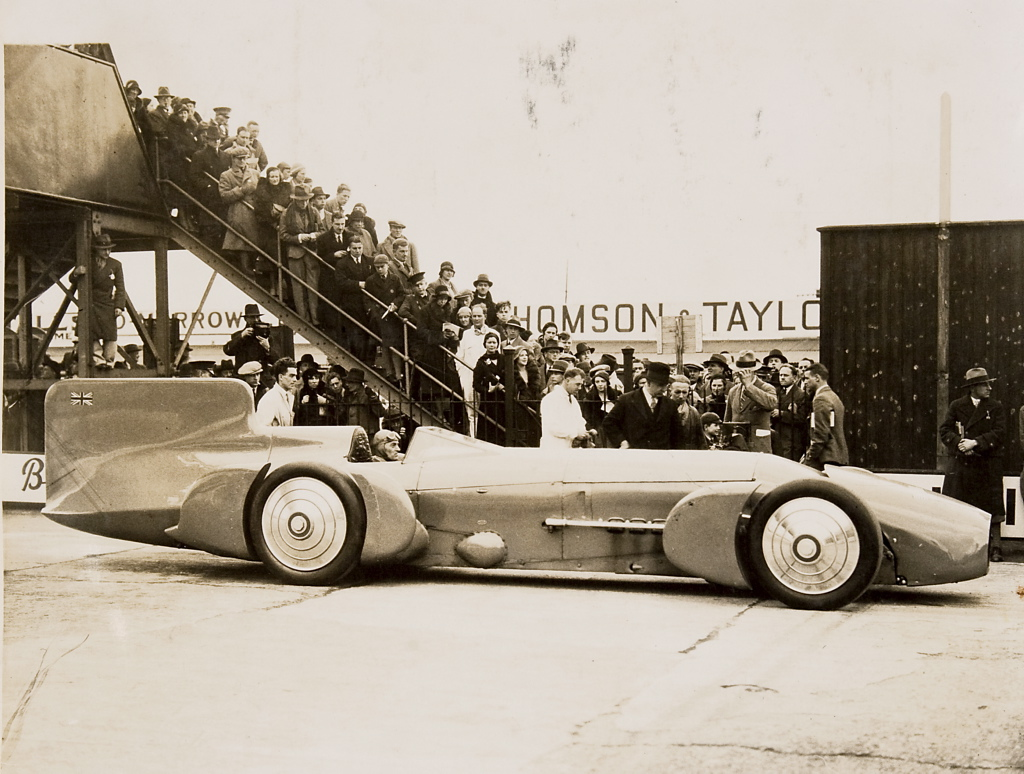
1931年 - 1932年: キャンベル＝ネイピア＝レールトン・ブルーバード（英語版） (初の時速400 km)
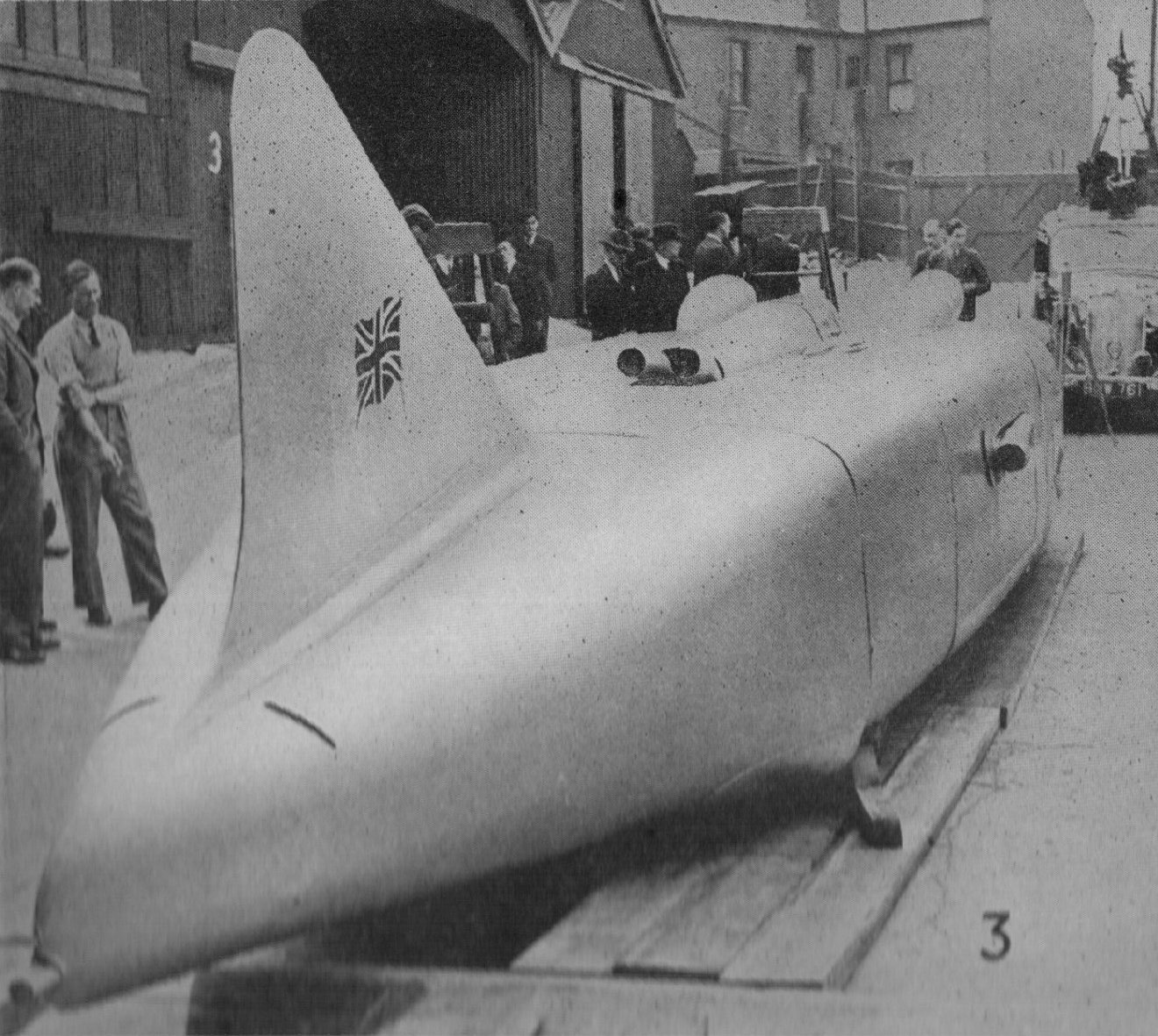
1938年: サンダーボルト（英語版） (初の時速500 km)
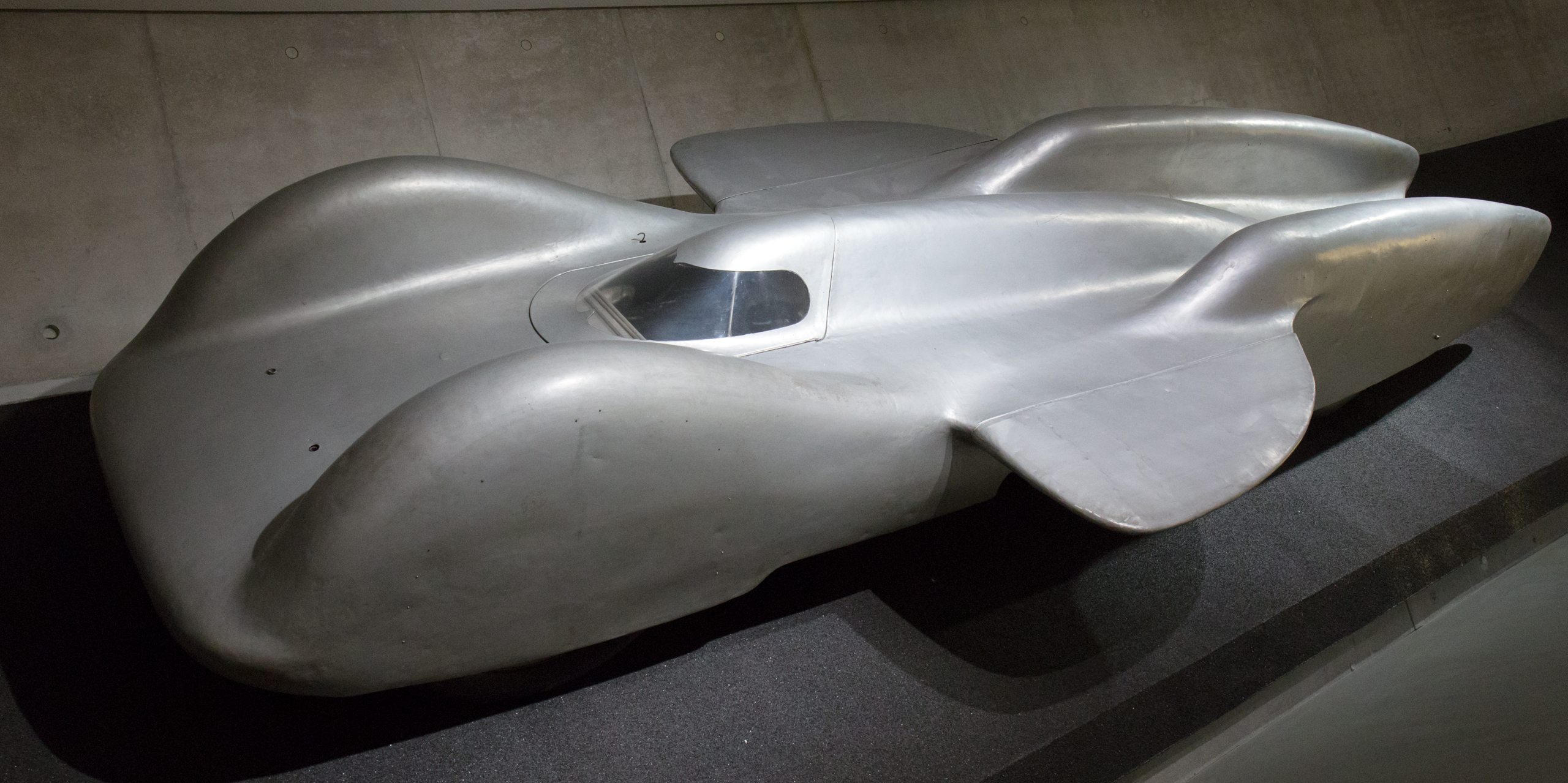
1939年: メルセデス・ベンツ・T80 (記録なし。時速600 km超えを目標に開発されたが走行しなかった)
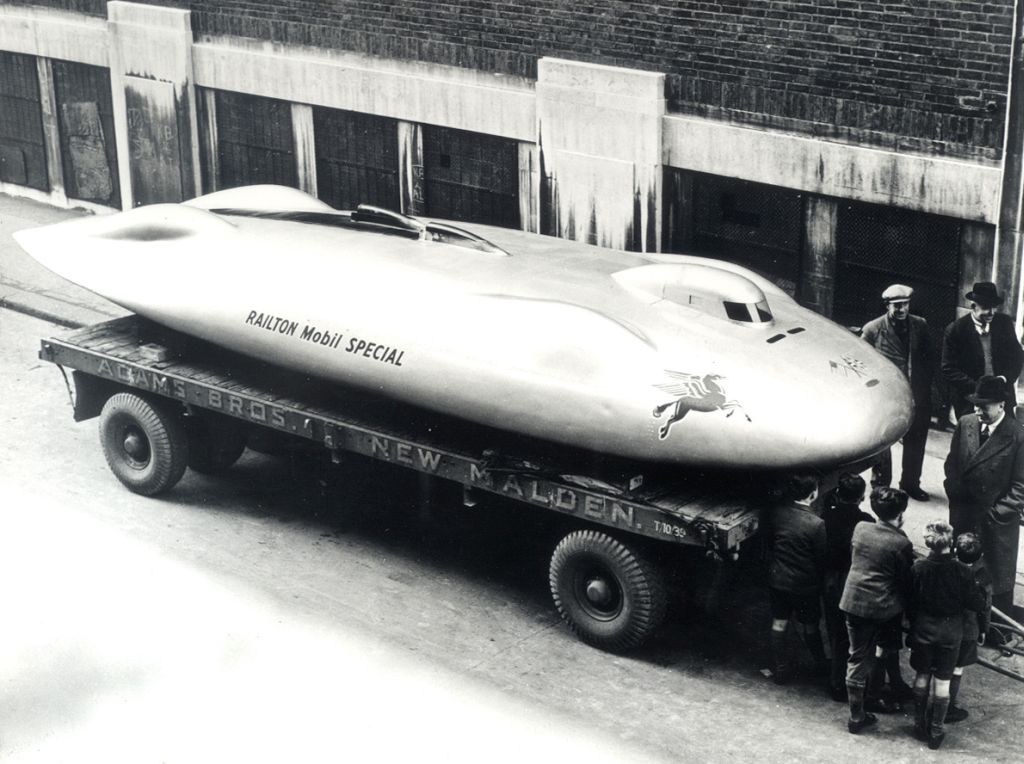
1947年: レールトン・モービル・スペシャル（英語版） (初の時速600 km)
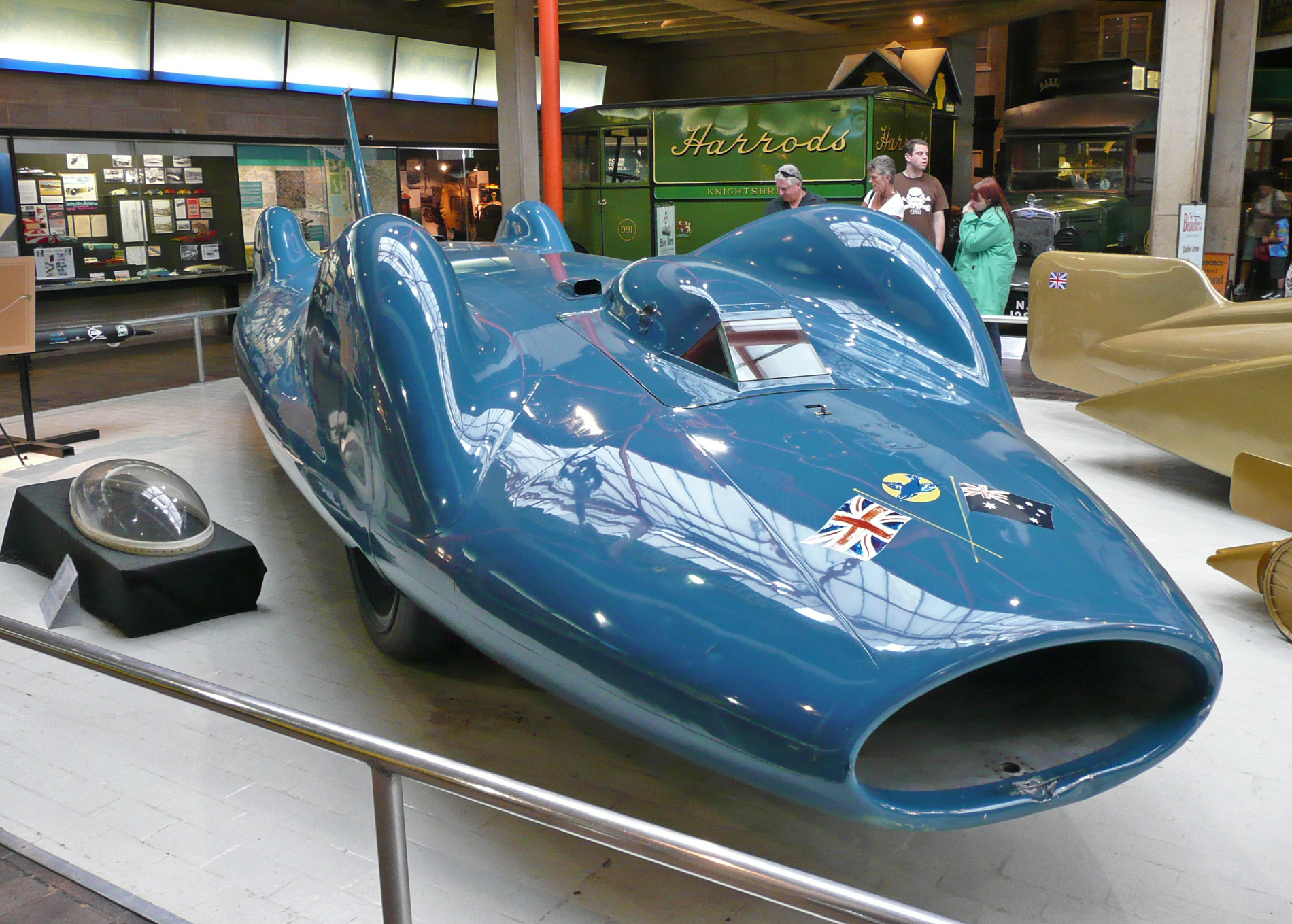
1964年: ブルーバード・CN7（英語版） (“ブルーバード”の最終型。ホイール駆動車両による最後の地上最高速度記録)

### ジェット / ロケット推進 (1964年以降)

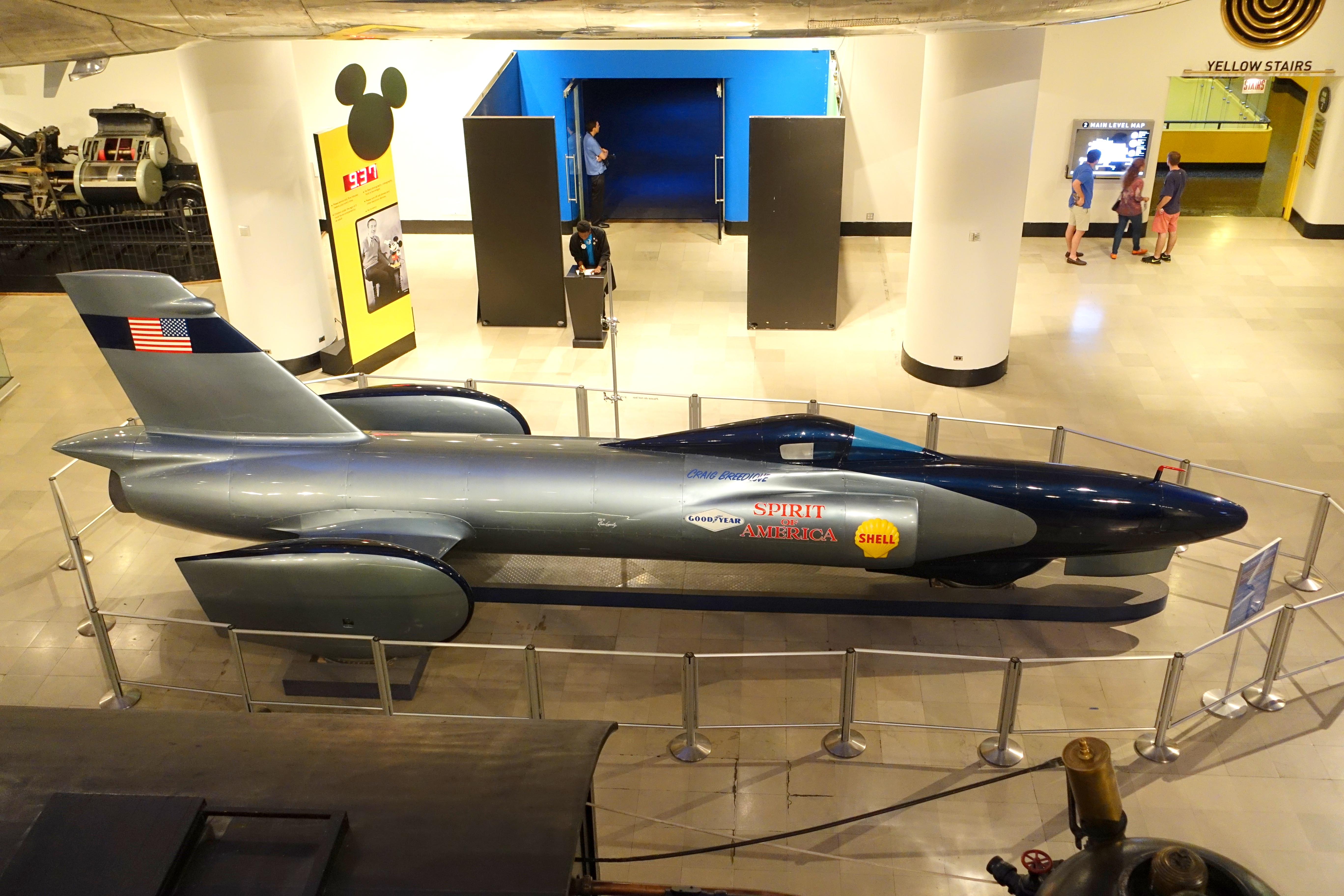
1963年: スピリット・オブ・アメリカ (FIA非公認。初のジェット推進による記録挑戦車両)
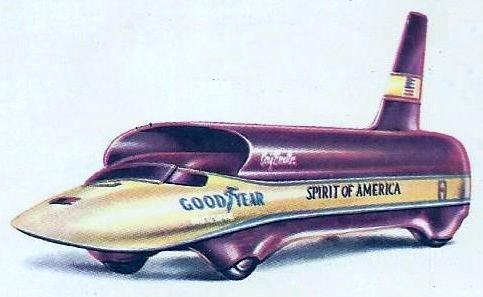
1964年: スピリット・オブ・アメリカ・ソニック1 (初の時速700 kmと初の時速800 km)
1965年: グリーン・モンスター（英語版） (初の時速900 km)
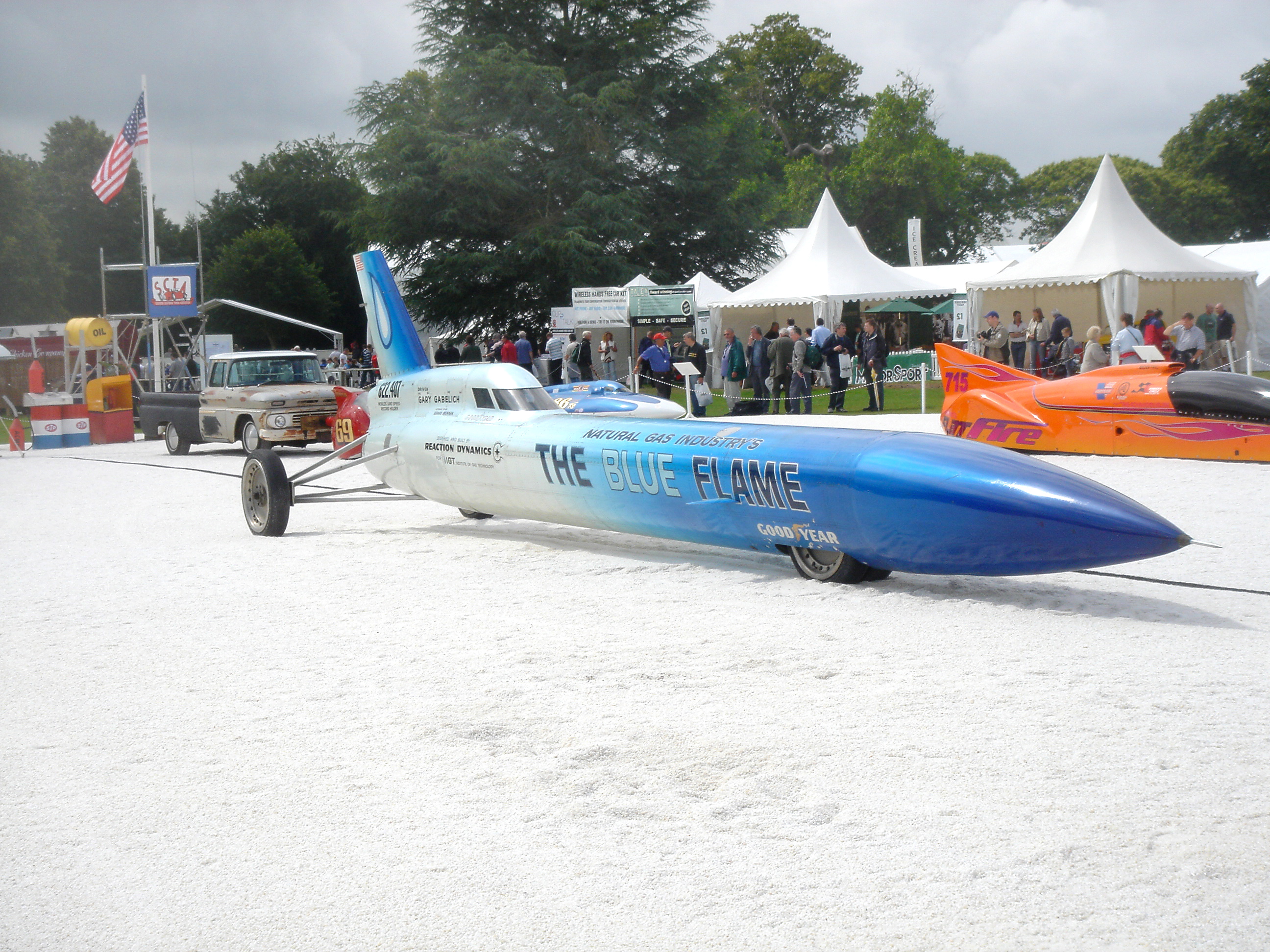
1970年: ブルー・フレイム（英語版） (初の時速1000 km。かつロケット推進車両による初｛唯一｝の記録)
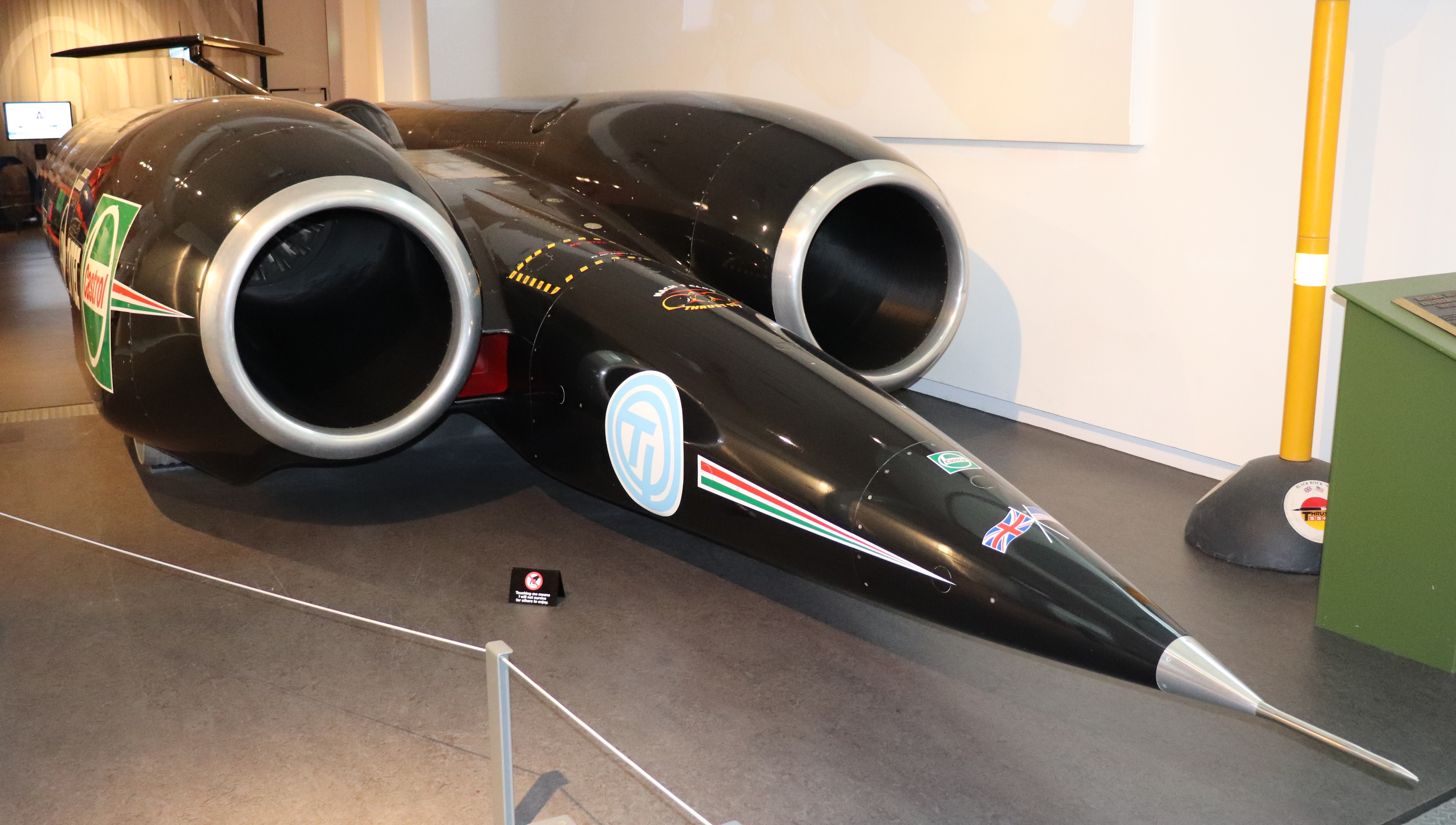
1997年: スラストSSC (初の超音速記録。以降、地上最高速度記録を保持し続けている｛2021年時点｝)
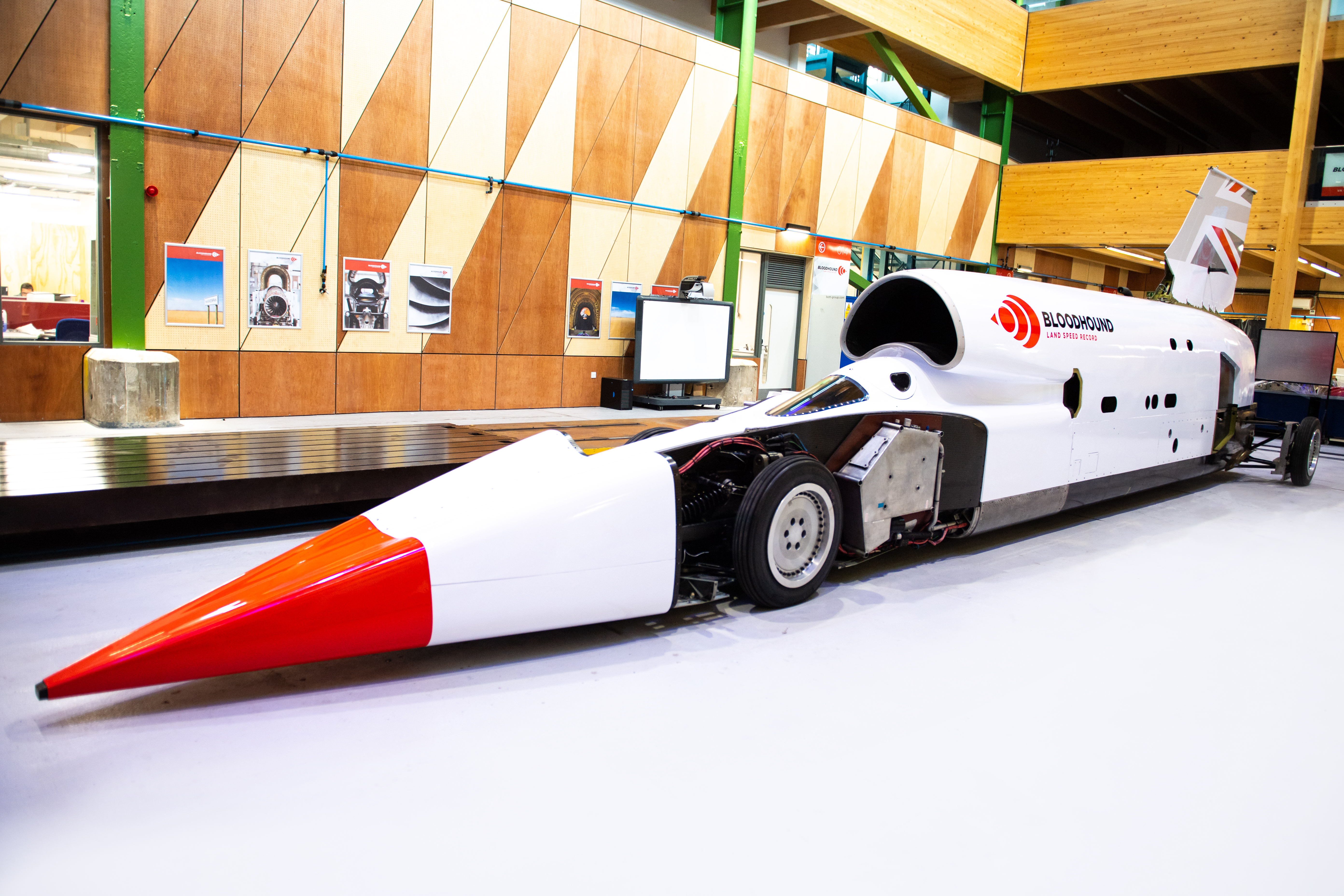
2019年: ブラッドハウンドLSR (記録更新は達成せず。当初は時速1600 kmを目標に開発された)

## 記録を複数回更新したドライバー

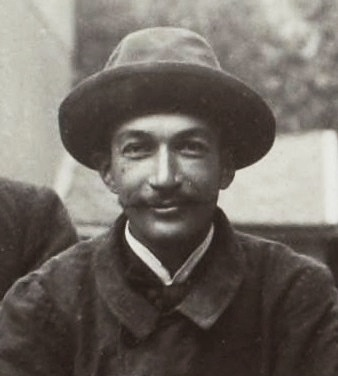
ガストン・ド・シャセルー＝ロバ（英語版） (3回: 1898年 - 1899年)
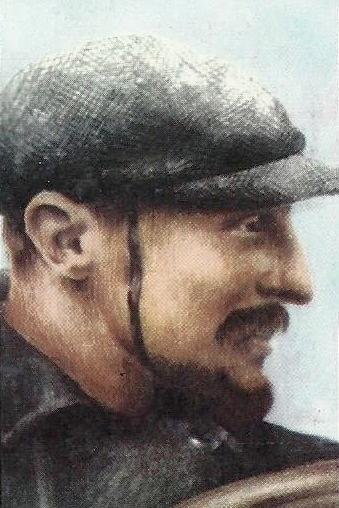
カミーユ・ジェナッツィ (3回: 1899年)
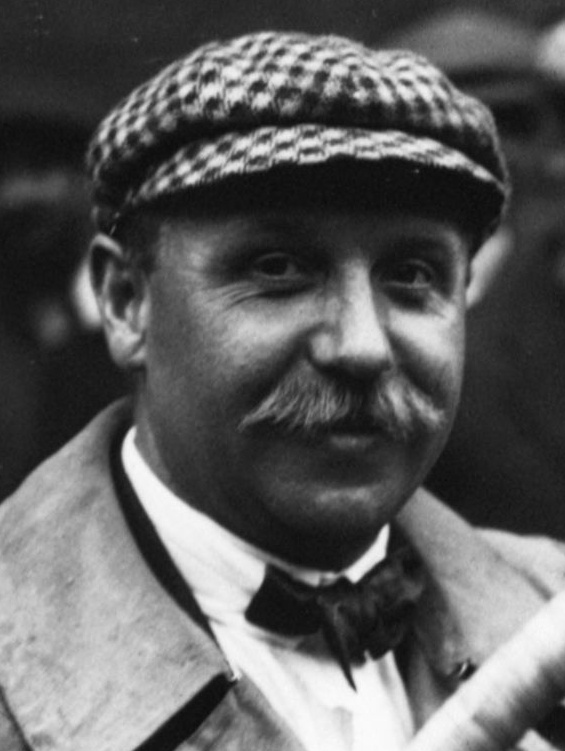
アルチュール・デュレイ（英語版） (3回: 1903年 - 1904年)
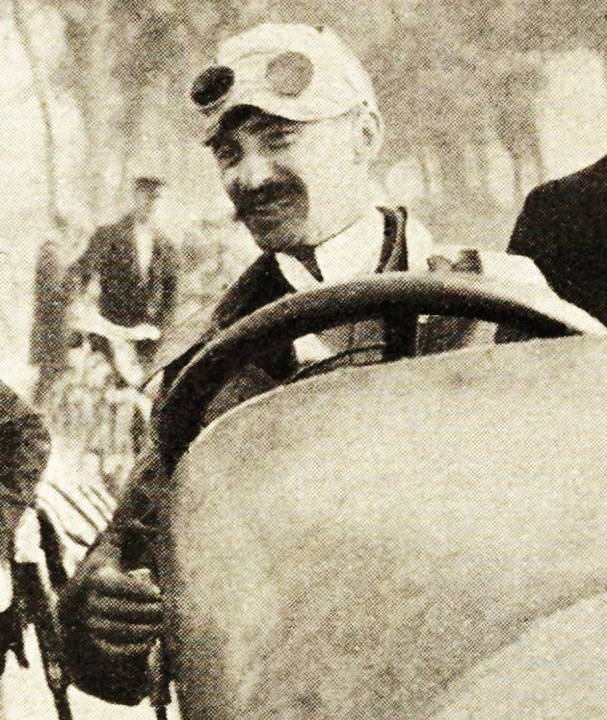
ルイ・リゴリー（英語版） (2回: 1904年)
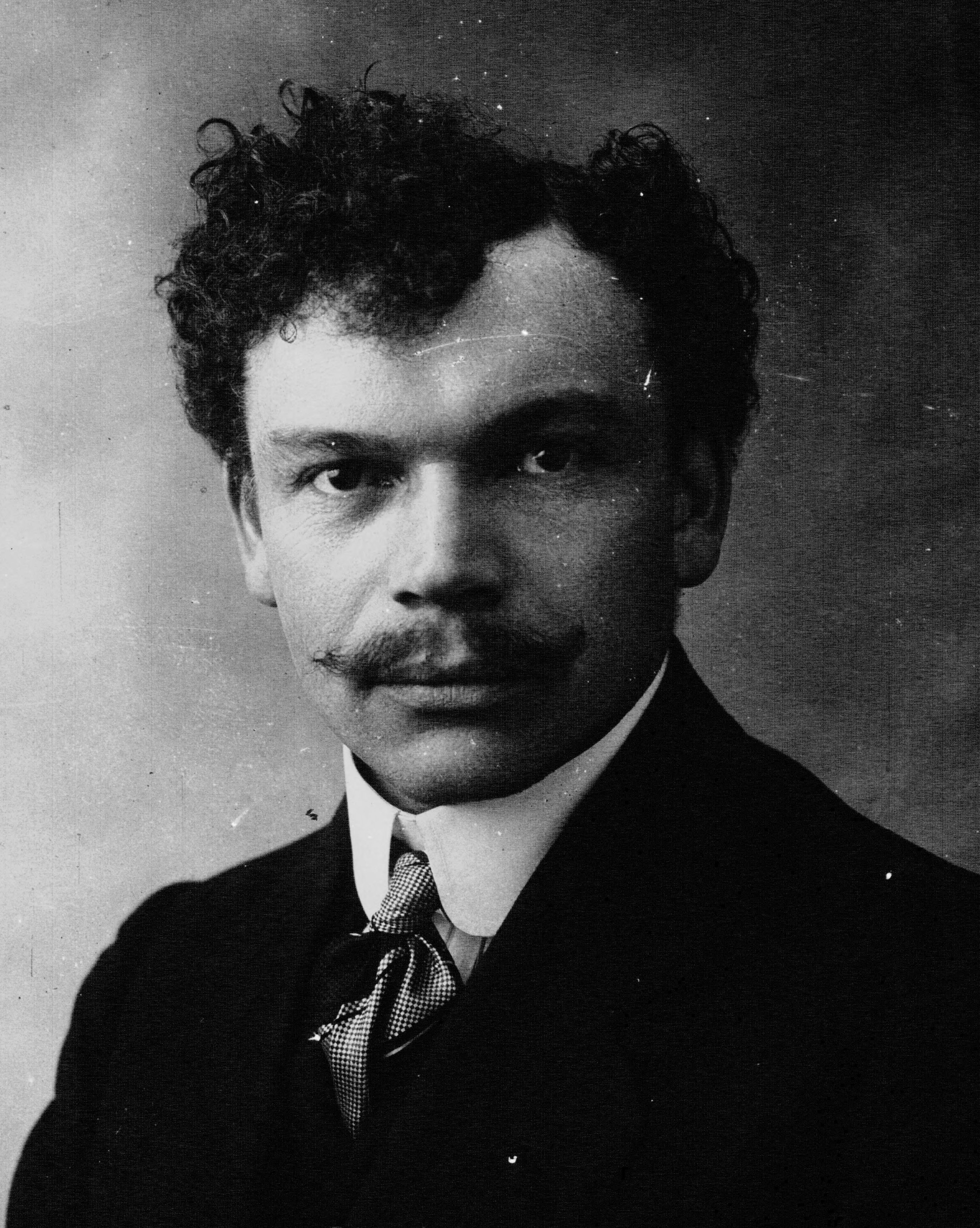
ヴィクトル・エメリ (2回: 1905年 - 1909年)
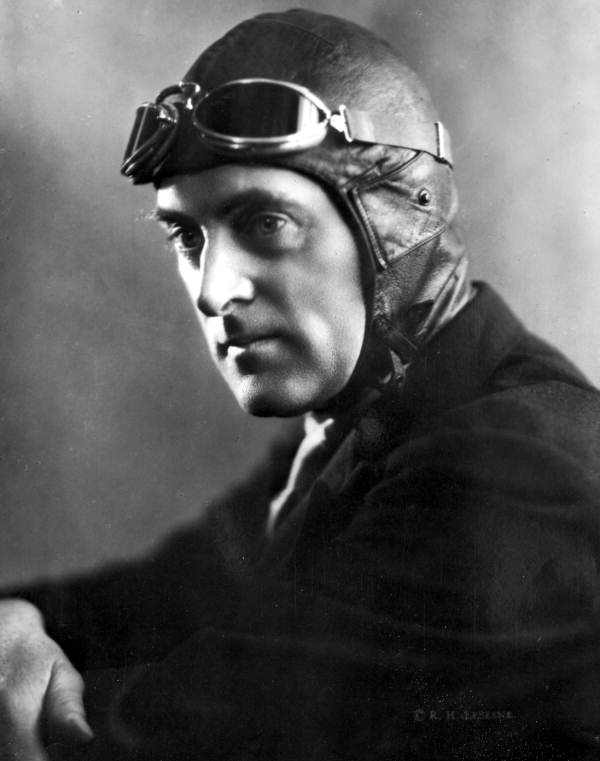
マルコム・キャンベル (9回: 1924年 - 1935年)
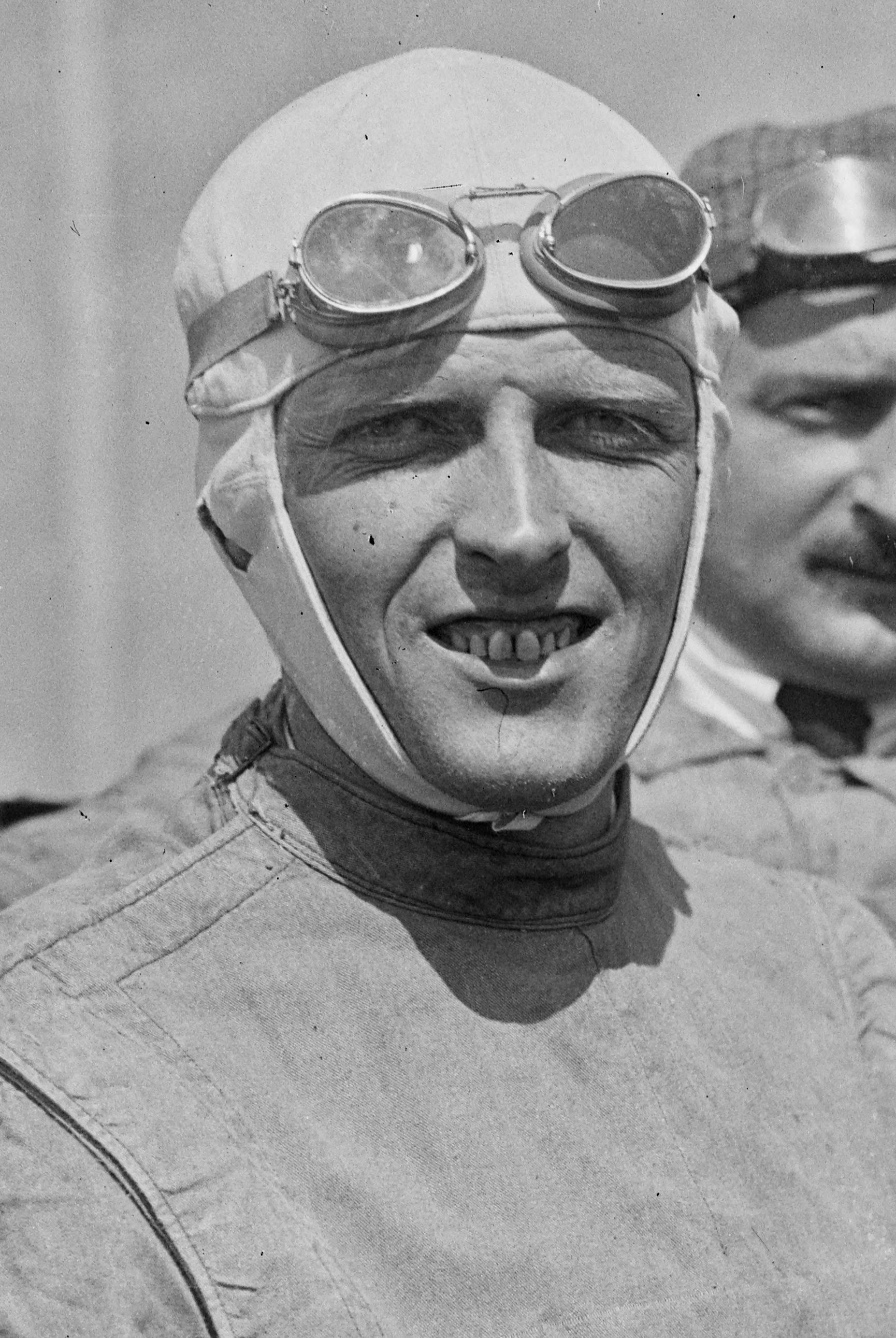
ヘンリー・シーグレーブ (3回: 1927年 - 1929年)
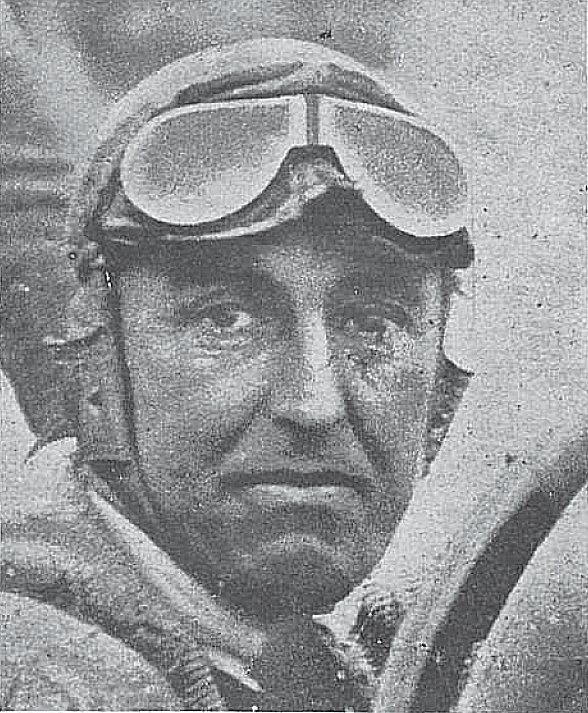
J・G・パリ―＝トーマス（英語版） (2回: 1926年)
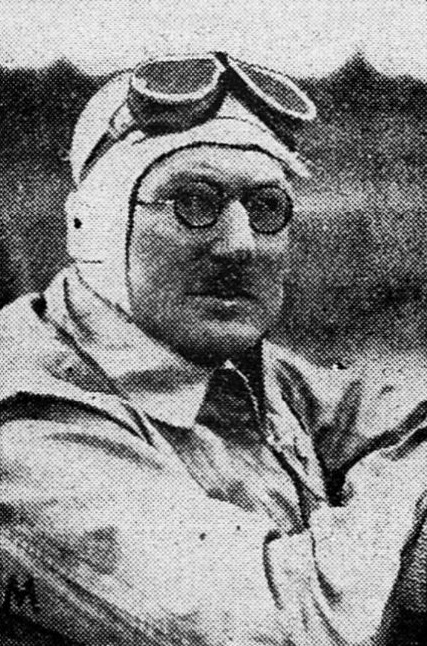
ジョージ・エイストン（英語版） (3回: 1937年 - 1938年)
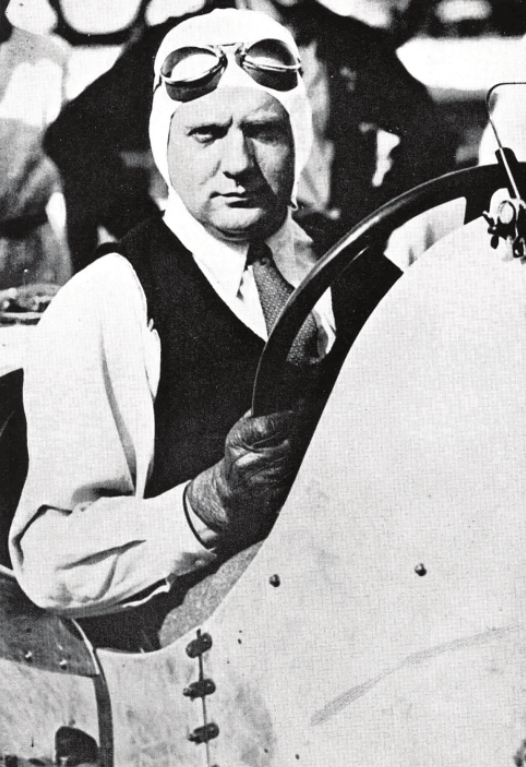
ジョン・コッブ（英語版） (3回: 1938年 - 1947年)
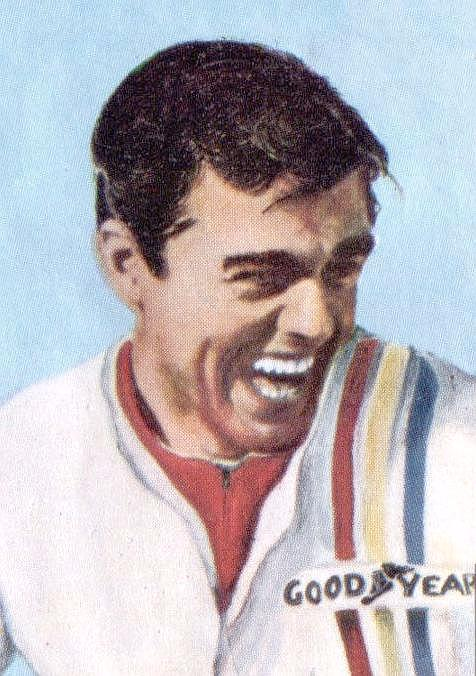
クレイグ・ブリードラブ（英語版） (5回[注釈 2]: 1963年 - 1965年)
アート・アーフォンズ（英語版） (3回: 1964年 - 1965年)
アンディ・グリーン (2回: 1997年)

## FIA非公認記録
自動車ではない乗り物（ヴィークル）の速度では、1954年12月10日、アメリカ空軍の射出座席の安全性などを検証するためのプロジェクトの一部として、同プロジェクトの主任ジョン・スタップ自らがロケットスレッドに乗って出した速度1017km/hがある。これは急減速のテストのために加速したもののため瞬間の速度であるが、地上の乗り物の速度記録としては1980年代まで最速のものである。これはなんらかの公認記録ではない。
1979年12月17日にハル・ニーダムのチーム（ドライバーはスタン・バレット）がエドワーズ空軍基地で超音速を達成した。空軍公認記録だがFIA公認記録ではない。ニーダムの車は3輪であり、往復もしておらず、もとよりFIA公認を狙った挑戦ではない。スラストSSCとアンディ・グリーンによる超音速達成は、FIA公式記録では1997年10月15日。実際には10月13日に超音速を（往復とも）達成しているものの、1時間の時間制限に遅れたためFIA非公認である。